# Гетероперехід
Гетероперехід — контакт між двома різними за хімічною будовою матеріалами, зокрема напівпровідниками.
Термін вживається на противагу p-n переходу, в якому існує контакт між двома областями одного матеріалу, але з різними домішками, частка яких дуже маленька, тож вони не змінюють зонної структури матеріалу.
Гетеропереходи характеризуються зміною положення й ширини забороненої зони при переході від одного напівпровідника до іншого.
Гетеропереходи виникають при виготовленні надґраток, квантових ям, квантових дротин, квантових точок. Введення гетеропереходу між емітером і базою в біполярних транзисторах значно покращує їхні характеристики.
Для виготовлення гетеропереходів використовується метод молекулярної променевої епітаксії. Важливим параметром якості гетеропереходу є відсутність дислокацій на границі. Для цього використовуються речовини із малою різницею в періодах кристалічної ґратки. Популярною парою для гетеропереходів є GaAs/AlxGa1-xAs.